# Örsjön (Nora socken, Ångermanland)
Örsjön är en sjö i Kramfors kommun i Ångermanland och ingår i Nätraån-Ångermanälvens kustområde. Sjön har en area på 0,0625 kvadratkilometer och ligger 151,7 meter över havet.

## Delavrinningsområde
Örsjön ingår i det delavrinningsområde (697522-161332) som SMHI kallar för Mynnar i havet. Medelhöjden är 104 meter över havet och ytan är 5,32 kvadratkilometer. Räknas de 24 avrinningsområdena uppströms in blir den ackumulerade arean 169,89 kvadratkilometer. Avrinningsområdets utflöde Noraån (Grössjöån) mynnar i havet. Avrinningsområdet består mestadels av skog (63 procent), öppen mark (12 procent) och jordbruk (20 procent). Avrinningsområdet har 0,06 kvadratkilometer vattenytor vilket ger det en sjöprocent på 1,2 procent.